# Hångstafallen

Hångstafallen (Hångstaforsarna) är ett vattenfall i Ljungan. Efter att kraftverk byggts vid fallen av Stockholms Superfosfat Fabriks AB (senare KemaNord), växte Ljungaverks samhälle fram.